# Генуэзский соус
Генуэзский соус (итал. sugo alla genovese, «соус дженовезе», «соус по-генуэзски») — итальянский соус из мяса и лука, характерный для Неаполя и итальянского региона Кампания. Этот соус или подливу подают с макаронами-трубками (пакчери, зити или канделе) и посыпают тёртым сыром.
Генуэзский соус готовят из говядины, телятины, свинины или колбасы, лука и белого вина. Ингредиенты тушат длительное время на медленном огне.
Соус Дженовезе не следует путать с генуэзским соусом песто, а также с соусом женевуаз с берегов Женевского озера.

## История
Несмотря на название, происхождение соуса Дженовезе остается загадкой, поскольку в Генуе такой соус не распространён.
Популярная теория гласит, что рецепт прибыл в Неаполь в XV—XVI веке вместе с генуэзскими купцами и их поварами. Соус, возможно, был привезен генуэзскими иммигрантами или торговцами в то время, когда Генуя и Неаполь были двумя наиболее важными портами Италии.
Название соуса также может происходить от имени его изобретателя, поскольку Дженовезе — широко распространенная фамилия в Кампании.
Другая гипотеза гласит, что название этого соуса связано в период его первых упоминаний с присутствием в городе швейцарских наемников, в частности из кантона Женева, чья кухня широко использовала лук. Таким образом, название соуса могло быть получено из неправильного произношения слов ginevra, ginevrino или от французского génevois.
В одной из первых книг рецептов Латинского Запада, «Liber de Coquina», написанной в Неаполе между XIII и XIV веками, появляется луковое рагу с курицей «или другое мясо» и тертый сыр, которым приправляют Tria Ianuensis (то есть «генуэзская паста»), что также является названием рецепта. Это сделало бы его одним из старейших соусов для пасты, которые до сих пор используются в итальянской традиции.

## Приготовление
Соус готовят путем обжаривания говядины или телятины с луком, и затем медленного тушения в течение двух-десяти часов. Лук обычно дополняют нарезанной морковью и сельдереем в софрито.
Медленное приготовление лука особенно важно для вкуса соуса, как и добавление белого вина, бульона или того и другого. Генуэзский соус обычно подают с большими цилиндрическими макаронами, пакчери, а также с ригатони, зити или канделе, форма которых помогает удерживать соус. Соответственно, готовое блюдо называют Pasta alla genovese.